# 幸田郵便局
幸田郵便局
- （こうたゆうびんきょく） - 愛知県額田郡幸田町にある郵便局。本記事にて記述する。
- （こうだゆうびんきょく） - 鹿児島県姶良郡湧水町にある郵便局。局番号は78328。

幸田郵便局（こうたゆうびんきょく）は、愛知県額田郡幸田町にある郵便局。民営化前の分類では集配普通郵便局であった。局番号は21079。

## 概要
住所：〒444-0199 愛知県額田郡幸田町芦谷大西1-1
郵政民営化直前の集配業務再編において、多くの集配普通郵便局は統括センターとなったが、当局は配達センターとされたため、民営化後も郵便事業株式会社の支店は併設されず、集配センターが併設された。

## 沿革
平坂街道と深溝街道の分岐点にあたる深溝村には、現在の町内で最初に郵便局が設置された。1881年（明治14年）3月1日、岩瀬七兵衛の宅に開局した。当初は深溝村と豊国村、松坂村を配送地域とする郵便事業のみで開始し、1885年（明治18年）に貯金業務、1899年（明治32年）に為替業務、1900年（明治33年）に小包業務を開始した。1906年（明治39年）、深溝村など3村が合併し広田村（1909年（明治42年）に幸田村へ改称）となったため、1909年（明治42年）に福岡郵便局の管内だった旧坂崎村・相見村の郵便事業を移管し、同村芦谷へ移転した。

### 年表
- 1881年（明治14年）3月1日 - 深溝（ふこうず）郵便局（五等）として開局[3]。
- 1885年（明治18年）10月1日 - 貯金取扱を開始。
- 1899年（明治32年）3月16日 - 為替取扱を開始。
- 1909年（明治42年）6月1日 - 幸田（こうだ）郵便局に改称。
- 1957年（昭和32年）8月 - 局舎新築落成。
- 1966年（昭和41年）1月30日 - 深溝郵便局[4]から和文電報配達業務を移管[5]。
- 1969年（昭和44年）10月24日 - 電話交換業務を岡崎電報電話局に移管。
- 1977年（昭和52年）4月4日 - 額田郡幸田町菱池から、同町芦谷に局舎を新築、移転。
- 1984年（昭和59年）9月26日 - 和文電報配達業務を岡崎電報電話局に移管。
- 1996年（平成8年）9月2日 - 局名の読みを「こうだ」から「こうた」に変更。
- 1998年（平成10年）9月1日 - 特定郵便局から普通郵便局へ局種別変更。
- 2000年（平成12年）8月14日 - 外国通貨の両替および旅行小切手の売買に関する業務取扱を開始。
- 2007年（平成19年）10月1日 - 民営化に伴い、併設された郵便事業蒲郡支店幸田集配センターに一部業務を移管。
- 2012年（平成24年）10月1日 - 日本郵便株式会社発足に伴い、郵便事業蒲郡支店幸田集配センターを幸田郵便局に統合。

## 取扱内容
- 郵便、印紙、ゆうパック、内容証明
- 貯金、為替、振替、振込、国際送金、外貨両替・トラベラーズチェック、国債、投資信託
- 生命保険、バイク自賠責保険、自動車保険
- ゆうちょ銀行ATM
- 額田郡幸田町内全域（〒444 - 01xx）の集配業務

## 周辺
- 幸田町役場
- 幸田中央公園
- 国道248号

## アクセス
- JR東海道本線 幸田駅から徒歩で約5分。
- 名鉄バス「幸田駅前」停留所下車。
- 国道23号（岡崎バイパス）幸田芦谷ICから北西へ約1km。
- 駐車場あり：10台